# فرودگاه محلی پولمان، موسکو
 فرودگاه محلی پولمان، موسکو (به انگلیسی: Pullman-Moscow Regional Airport) یک فرودگاه همگانی بهره‌برداری هوایی با کد یاتا PUW است که یک باند فرود آسفالت دارد و طول باند آن ۲۰۵۱ متر است. این فرودگاه در کشور ایالات متحده آمریکا قرار دارد و در ارتفاع ۷۷۹ متری از سطح دریا واقع شده است.

## شرکت‌های هواپیمایی و مقصدهای پروازی
| شرکت‌های هواپیمایی                    | مقصدهای پروازی |
| ------------------------------------ | -------------- |
| آلاسکا ایرلاینز اجرا توسط هوریزن ایر | سیاتل-تاکوما   |